# Mihaela Stănuleț
Mihaela Stănuleț (n. 16 iulie 1967, Sibiu, România) este o gimnastă română, laureată cu aur olimpic la Los Angeles 1984. A primit titlul de Maestru Emerit al Sportului, iar in anul 2000, i-a fost conferită Medalia națională „Pentru Merit”, clasa a III-a.